# Stephen O'Donnell
Stephen Gerard O'Donnell (født d. 11. maj 1992) er en skotsk professionel fodboldspiller, som spiller for den skotske Premiership-klub Motherwell og Skotlands landshold.

## Klubkarriere

### Partick Thistle
O'Donnell kom igennem Celtics akademi, men fik aldrig chancen på førsteholdet. Efter at han havde forladt Cetic, skiftede han i august 2011 til Partick Thistle. Han gjorde sin professionelle debut den 17. september af samme år.
O'Donnell var med da Partick Thistle vandt Scottish First League, den daværende næstbedste række i Skotland i 2012-13 sæsonen. O'Donnell blev også kåret som del af årets hold i sæsonen.

### Luton Town
Efter at have spillet mere end 100 kampe for Partick Thistle, så skiftede O'Donnell i juni 2015 til Luton Town.

### Kilmarnock
Efter kontraktudløb med Luton, så vendte O'Donnell tilbage til Skotland, da han i juli 2017 skiftede til Kilmarnock.

### Motherwell
Efter at O'Donnell havde afvist en kontraktforlængelse fra Kilmarnock, skiftede O'Donnell i august 2020 til Motherwell.
O'Donnell blev gjort til holdets anfører den 30. juli 2021, efter at  Declan Gallagher havde forladt klubben.

## Landsholdskarriere

### Ungdomslandshold
O'Donnell spillede i 2013 en enkelt kamp for Skotlands U/21-landshold.

### Seniorlandshold
O'Donnell debuterede for Skotlands landshold den 30. maj 2018.
O'Donnell var del af Skotlands trup EM 2020.

## Titler
Partick Thistle
- Scottish First Division: 1 (2012–13)

Individuelle
- Årets Hold i Scottish First Division: 1 (2012–13)